# Nimm von uns, Herr, du treuer Gott
Nimm von uns, Herr, du treuer Gott (BWV 101) ist eine Kirchen-Kantate von Johann Sebastian Bach. Er komponierte die Kantate 1724 in Leipzig für den 10. Sonntag nach Trinitatis und führte sie am 13. August 1724 erstmals auf.

## Geschichte und Worte
Bach komponierte die Choralkantate 1724 in Leipzig für den 10. Sonntag nach Trinitatis in seinem zweiten Kantatenzyklus. Die vorgeschriebenen Lesungen für den Sonntag waren 1 Kor 12,1–11 , Mancherlei Gaben, aber ein Geist, und Lk 19,41–48 , Jesus verkündigt die Zerstörung Jerusalems und treibt die Händler aus dem Tempel. Der Kantatentext basiert auf den sieben Strophen von Martin Mollers Choral (1584), den er während einer Pestepidemie verfasst hatte als Umdichtung des lateinischen Gedichts Aufer immensam (1541). Der Choral wird auf die Melodie von Martin Luthers Vater unser im Himmelreich gesungen. Der unbekannte Dichter behielt die Worte in den Außenstrophen 1 und 7 bei. Die Ideen der Strophen 2, 4 und 6 bearbeitete er zu Arien. Die Strophen 3 und 5 behielt er im Wortlaut, doch erweiterte er sie um eingeschobene Rezitative. Der Kantatentext bezieht sich nur allgemein auf die Lesungen, anders als die Kantate im Vorjahr, Schauet doch und sehet, ob irgend ein Schmerz sei, die die Klage um Jerusalem aus den Klageliedern bezog. Der Dichter verwies jedoch in Satz 2 auf die Zerstörung Jerusalems: „Daß wir nicht durch sündlich Tun wie Jerusalem vergehen!“

## Besetzung und Aufbau
Die Kantate fällt durch eine reiche Bläserbesetzung auf. Sie ist besetzt mit vier Solisten, Sopran, Alt, Tenor und Bass, vierstimmigem Chor, der durch einen Posaunenchor aus Zink und drei Posaunen verstärkt wird, flauto traverso (in der ersten Fassung), zwei Oboen, Oboe da caccia, Taille, zwei Violinen, Viola und Basso continuo.
1. Coro: Nimm von uns, Herr, du treuer Gott
2. Aria (Tenor): Handle nicht nach deinen Rechten
3. Recitativo e chorale (Sopran): Ach! Herr Gott, durch die Treue dein
4. Aria (Bass): Warum willst du so zornig sein?
5. Recitativo e chorale (Tenor): Die Sünd hat uns verderbet sehr
6. Aria (Sopran, Alt): Gedenk an Jesu bittern Tod
7. Choral: Leit uns mit deiner rechten Hand

## Musik
Die dorische Choralmelodie kommt in allen Sätzen außer dem zweiten vor. Der Eingangschor ist eine Choralphantasie. Der cantus firmus liegt zeilenweise im Sopran, imitatorisch vorbereitet durch die tieferen Stimmen in der Art eines Choralvorspiels von Johann Pachelbel. Ein Posaunenchor verstärkt die Singstimmen. Eingebettet ist dieser Chorsatz im „stylus antiquus“ in einen konzertierenden Orchestersatz für Oboen und Streicher, der wie die Bach’schen Instrumentalkonzerte gestaltet ist. John Eliot Gardiner bemerkt Bachs verstörende Intensivierung der Harmonie und des gesanglichen Ausdrucks gegen Ende des Satzes auf die Worte „für Seuchen, Feur und großem Leid“.
Die erste Arie wird von einer virtuosen Flöte (in einer späteren Fassung Violine) begleitet. Die Flötenstimme ist für einen fähigen Spieler geschrieben, wie bereits in der Kantate Was frag ich nach der Welt, die eine Woche zuvor aufgeführt wurde. Die beiden Rezitative kombinieren eine verzierte Form der Choralmelodie mit secco Rezitativ. Der zentrale Satz beginnt in drei Oboen und continuo wie eine dramatische Arie, bezeichnet vivace. Doch nach diesem „zornigen Ritornell“ beginnt der Bass unerwartet, andante, mit der ersten Zeile der Choralstrophe in den unveränderten Worten „Warum willst du so zornig sein?“. Im Mittelteil des Satzes wird der gesamte Choral instrumental gespielt, während die Singstimme selbständig geführt ist.
Satz 6 kombiniert die beiden Stimmen, Flöte und die Oboe da caccia, die die Choralmelodie spielt. Die Besetzung ist ähnlich wie im zentralen Satz aus Bachs Matthäus-Passion, Aus Liebe will mein Heiland sterben. Die letzte Choralstrophe ist schlicht vierstimmig gesetzt.

## Einspielungen
- Die Bach Kantate Vol. 47, Helmuth Rilling, Gächinger Kantorei, Bach-Collegium Stuttgart, Arleen Augér, Helen Watts, Aldo Baldin, John Bröcheler, Hänssler 1979
- J.S. Bach: Das Kantatenwerk – Sacred Cantatas Vol. 6, Nikolaus Harnoncourt, Tölzer Knabenchor, Concentus Musicus Wien, Solist des Tölzer Knabenchor, Paul Esswood, Kurt Equiluz, Philippe Huttenlocher, Teldec 1980
- J.S. Bach: Complete Cantatas Vol. 10, Ton Koopman, Amsterdam Baroque Orchestra & Choir, Caroline Stam, Michael Chance, Paul Agnew, Klaus Mertens, Antoine Marchand 1998
- Bach Edition Vol. 20 – Cantatas Vol. 11, conductor Pieter Jan Leusink, Holland Boys Choir, Netherlands Bach Collegium, Marjon Strijk, Sytse Buwalda, Nico van der Meel, Bas Ramselaar, Brilliant Classics 2000
- Bach Cantatas Vol. 5: Rendsburg/Braunschweig, John Eliot Gardiner, Monteverdi Choir, English Baroque Soloists, Joanne Lunn, Daniel Taylor, Christoph Genz, Gotthold Schwarz, Soli Deo Gloria 2000
- J.S. Bach: Cantatas Vol. 31 – Cantatas from Leipzig 1724, Masaaki Suzuki, Bach Collegium Japan, Yukari Nonoshita, Robin Blaze, Gerd Türk, Peter Kooij, BIS 2004